# کوچ ارتفاعی

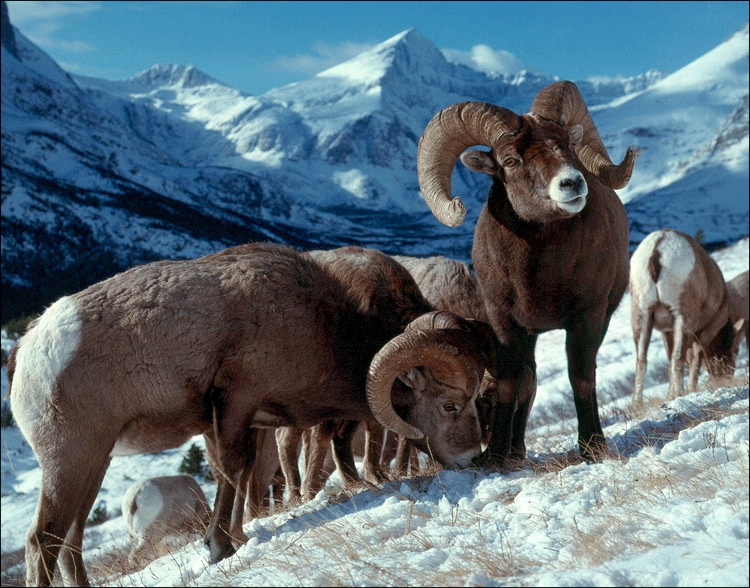
گوسفند شاخ‌بزرگ بین کوه‌های مرتفع کوچ می‌کنند، جایی که از شکارچیان در امان هستند، و دره‌هایی که در زمستان غذای بیشتری وجود دارد.

کوچ ارتفاعی (به انگلیسی: Altitudinal migration)، مهاجرت جانوران در فاصله کوتاه از ارتفاع پایین به ارتفاع بالاتر و برگشت است. کوچندگان ارتفاعی ارتفاع خود را با فصل تغییر می‌دهند و این شکل از مهاجرت جانوران فصلی است. کوچ ارتفاعی را می‌توان بیشتر در گونه‌هایی دید که در اکوسیستم‌های معتدل یا گرمسیری زندگی می‌کنند. این رفتار معمولاً در میان گونه‌های پرندگان دیده می‌شود، اما می‌توان آن را در سایر مهره‌داران و برخی از بی‌مهرگان نیز دید. معمولاً پنداشته می‌شود که در واکنش به تغییرات آب و هوایی و در دسترس بودن غذا و همچنین به‌طور فزاینده‌ای به دلیل تأثیرات انسانی رخ می‌دهد. این نوع کوچ می‌تواند هم در فصل زایشی و هم در فصل غیرزایش رخ دهد.
الگوهای کوچ ارتفاعی ممکن است تحت تأثیر تغییرات آب و هوایی قرار گیرد که منجر به موقعیت‌های بالقوه تهدیدکننده زندگی برای برخی گونه‌ها می‌شود. جنگل‌زدایی می‌تواند گذرگاه‌های کوچندگان ارتفاعی را تحت تأثیر قرار دهد و می‌تواند منجر به ایجاد مناطق کوچک‌تری برای کوچ این گونه‌ها شود. تغییر محیط زیست گونه‌های مهاجر از ارتفاع نیز می‌تواند بر پراکندگی دانه‌ها تأثیر بگذارد.

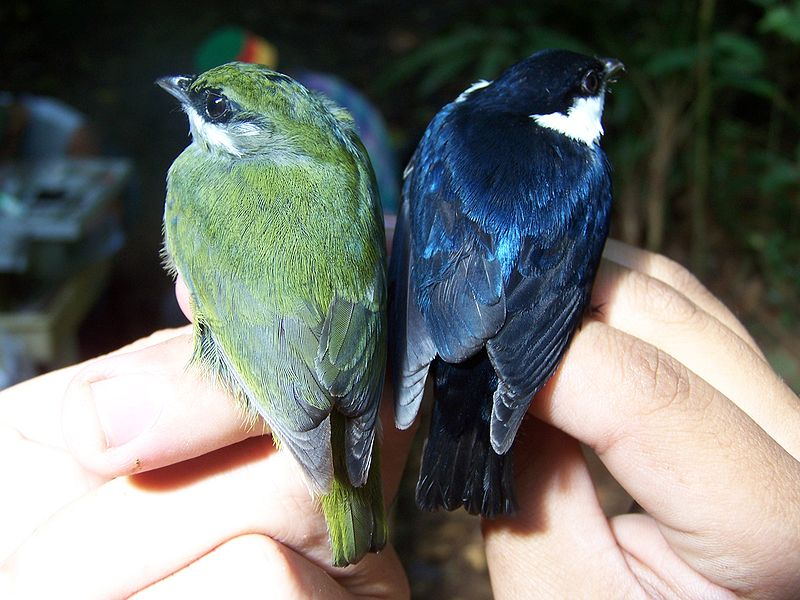
رنگینک یال‌سفید (Corapipo altera) یک کوچنده ارتفاعی شناخته شده‌است. نر سال سوم (سمت چپ) و نر پس از سال سوم (راست).